# Надеждинский район
Наде́ждинский райо́н — административно-территориальная единица (район) и муниципальное образование (муниципальный район) в Приморском крае России.
Административный центр — село Вольно-Надеждинское.

## География
Надеждинский муниципальный район находится на юге Приморского края. Граничит на севере с Уссурийским городским округом, на востоке — с Артёмовским городским округом, на юго-западе — с Хасанским муниципальным районом, на юге граница района проходит по береговой линии Амурского залива. Общая протяженность границы Надеждинского муниципального района составляет примерно 214,1 км, из которых 172,5 км — сухопутная часть и 41,6 км — водная часть границы.
Общая площадь района — 1 595,7 км².
Рельеф низкогорный. Долина реки Раздольная делит район на две части. Западная часть — Борисовское плато. Высшая точка района — г. Пологая (741,1 м) совпадает с его крайней западной точкой. На восток плато плавно понижается, заканчиваясь у долины реки. Восточная часть — отроги горной системы Сихотэ-Алиня с абсолютными отметками до 460 м.
Основные реки — Раздольная и её притоки: Ананьевка, Первая Речка, Вторая Речка, Нежинка, Перевозная, Кедровка и другие.

## История
Современная территория Надеждинского района входила в административные границы Раздольненской волости Никольск-Уссурийского уезда. По площади волость значительно превосходила нынешние границы района, распространяясь далеко по правобережью реки Раздольной, захватывая Занадворовку, Барабаш и многие другие сёла теперешнего Хасанского района и часть Артёмовского городского округа.
Постановлением Дальневосточного крайисполкома от 9 апреля 1937 года № 417 образован Надеждинский район с центром село Надеждинское. В мае 1937 года Надеждинский район переименован во Владивостокский район. 19 июня 1938 года из Ворошиловского района Уссурийской области во Владивостокский район Приморской области был передан Тимофеевский сельсовет. В решениях Приморского крайисполкома в апреле 1939 года село Надеждинское имеет наименование село Вольно-Надеждинское.
26 февраля 1940 года районным центр Владивостокского района перенесён из села Вольно-Надеждинское в село Тавричанка. 12 января 1944 года районный центр Владивостокского района перенесен из рабочего посёлка Тавричанка в рабочий посёлок Раздольное. Посёлок Раздольное из Ворошиловского (ныне — Уссурийского) района был передан во Владивостокский район. Из Ворошиловского района во Владивостокский были переданы Алексеевский, Городеченский и Тереховский сельсоветы.
1 июня 1953 года районный центр Владивостокского района перенесён из рабочего посёлка Раздольное в село Вольно-Надеждинское. В феврале 1963 года Владивостокский район упразднён, а его территория передана во вновь образованный Надеждинский сельский район.
Указом Президиума Верховного Совета РСФСР от 12 января 1965 года Надеждинский сельский район преобразован в Надеждинский район. 24 ноября 2004 года законодательным собранием Приморского края принят Закон о наделении муниципального образования Надеждинский район статусом муниципального района.
Список районных центров:
| № | Утверждён       | Упразднен       | Районный центр                   |
| - | --------------- | --------------- | -------------------------------- |
| 1 | 9 апреля 1937   | 26 февраля 1940 | село Вольно-Надеждинское         |
| 2 | 26 февраля 1940 | 12 января 1944  | село, рабочий посёлок Тавричанка |
| 3 | 12 января 1944  | 1 июня 1953     | рабочий посёлок Раздольное       |
| 4 | 1 июня 1953     | Настоящее время | село Вольно-Надеждинское         |

## Фауна и флора
На территории района встречается амурский тигр, дальневосточный леопард и их основная добыча — разного рода копытные (кабаны и др.).

## Население
| 1939    | 1959    | 1970    | 1979    | 1989    | 1992    | 2002    | 2004    | 2006    |
| ------- | ------- | ------- | ------- | ------- | ------- | ------- | ------- | ------- |
| 17 583  | ↗37 241 | ↘35 132 | ↗36 823 | ↗43 012 | ↗43 600 | ↘40 197 | ↘39 600 | ↘39 100 |
| 2008    | 2009    | 2010    | 2011    | 2012    | 2013    | 2014    | 2015    | 2016    |
| ↘38 735 | ↗39 336 | ↘39 161 | ↘39 120 | ↘38 942 | ↘38 622 | ↘38 232 | ↘38 209 | ↗38 534 |
| 2017    | 2018    | 2019    | 2020    | 2021    | 2022    | 2023    | 2024    |         |
| ↗38 698 | ↗38 746 | ↘38 451 | ↗38 692 | ↗39 350 | ↗39 700 | ↗40 669 | ↗41 960 |         |

Население района по переписи 2002 год составило 40 197 человек (1-е место среди районов Приморья). Из них 19 303 мужчины и 20 894 женщины.
Естественное движение населения
В Надеждинском районе действуют специфические факторы, влияющие на движение населения – как естественное движение[неизвестный термин], так и механическое движение – миграция: близость 3-х крупных городов Владивосток, Артем, Уссурийск.
|                      | 2019  | 2020  | 2021  |
| -------------------- | ----- | ----- | ----- |
| Рождений             | 400   | 401   | 458   |
| Абортов              | 101   | 156   | 127   |
| Смертей              | 613   | 580   | 670   |
| Естественный прирост | −213  | −179  | −212  |
| Рождаемость,‰        | 10,33 | 10,26 | 11,52 |
| Абортов на 100 родов | 25,25 | 38,90 | 27,73 |
| Смертность,‰         | 15,84 | 14,84 | 16,85 |
| Е.п.,‰               | −5,51 | −4,58 | −5,33 |

## Муниципально-территориальное устройство
В Надеждинский муниципальный район входят 3 муниципальных образования со статусом сельских поселений.
| № | Муниципальное образование         | Административный центр   | Количество населённых пунктов | Население (чел.) | Площадь (км²) |
| - | --------------------------------- | ------------------------ | ----------------------------- | ---------------- | ------------- |
| 1 | Надеждинское сельское поселение   | село Вольно-Надеждинское | 18                            | ↗25 051          | 537,61        |
| 2 | Раздольненское сельское поселение | посёлок Раздольное       | 13                            | ↘8570            | 958,00        |
| 3 | Тавричанское сельское поселение   | посёлок Тавричанка       | 3                             | ↗8913            | 100,06        |

### Органы власти
В марте 2023 года бывший глава района Рустям Абушаев был объявлен в федеральный розыск по обвинению в мошенничестве и незаконном предпринимательстве. Утверждается, что в 2019—2020-х годах он проводил незаконные сделки с земельными участками на территории полуострова Де-Фриз и посёлка Ключевой площадью более 3 га и примерной стоимостью в 54 млн руб. В апреле Абушаев, на тот момент мэр города Большой Камень, выложил в своем Telegram-канале видеоролик, в котором утверждает, что в качестве добровольца находится в зоне военных действий.

## Населённые пункты
В Надеждинском районе 34 населённых пункта.
| №  | Населённый пункт    | Тип          | Население | Муниципальное образование         |
| -- | ------------------- | ------------ | --------- | --------------------------------- |
| 1  | 25 км               | казарма      | ↘36       | Раздольненское сельское поселение |
| 2  | 9208 км             | ж.д. рзд     | ↘48       | Раздольненское сельское поселение |
| 3  | Алексеевка          | посёлок      | ↘365      | Раздольненское сельское поселение |
| 4  | Барановский         | ж.д. станция | ↗439      | Раздольненское сельское поселение |
| 5  | Виневитино          | ж.д. станция | ↘75       | Раздольненское сельское поселение |
| 6  | Вольно-Надеждинское | село         | ↗8403     | Надеждинское сельское поселение   |
| 7  | Горное              | посёлок      | ↗1        | Раздольненское сельское поселение |
| 8  | Городечное          | посёлок      | ↘292      | Раздольненское сельское поселение |
| 9  | Давыдовка           | посёлок      | ↘81       | Тавричанское сельское поселение   |
| 10 | Девятый Вал         | посёлок      | ↘658      | Тавричанское сельское поселение   |
| 11 | Де-Фриз             | посёлок      | ↘48       | Надеждинское сельское поселение   |
| 12 | Западный            | посёлок      | ↘524      | Надеждинское сельское поселение   |
| 13 | Зима Южная          | посёлок      | ↗470      | Надеждинское сельское поселение   |
| 14 | Кипарисово          | село         | ↗875      | Надеждинское сельское поселение   |
| 15 | Кипарисово-2        | посёлок      | ↘541      | Надеждинское сельское поселение   |
| 16 | Ключевой            | посёлок      | ↘251      | Надеждинское сельское поселение   |
| 17 | Мирный              | посёлок      | ↘103      | Надеждинское сельское поселение   |
| 18 | Морской             | посёлок      | ↘101      | Надеждинское сельское поселение   |
| 19 | Нежино              | село         | ↘435      | Раздольненское сельское поселение |
| 20 | Новый               | посёлок      | ↘5763     | Надеждинское сельское поселение   |
| 21 | Оленевод            | посёлок      | ↘823      | Раздольненское сельское поселение |
| 22 | Прохладное          | село         | ↗2171     | Надеждинское сельское поселение   |
| 23 | Раздольное          | посёлок      | ↘5705     | Раздольненское сельское поселение |
| 24 | Рыбачий             | посёлок      | ↘178      | Надеждинское сельское поселение   |
| 25 | Сиреневка           | посёлок      | ↗100      | Надеждинское сельское поселение   |
| 26 | Соловей-Ключ        | посёлок      | ↗1131     | Надеждинское сельское поселение   |
| 27 | Стеклозаводский     | посёлок      | ↘151      | Надеждинское сельское поселение   |
| 28 | Тавричанка          | посёлок      | ↗8108     | Тавричанское сельское поселение   |
| 29 | Таёжный             | посёлок      | ↘395      | Надеждинское сельское поселение   |
| 30 | Тереховка           | село         | ↘566      | Раздольненское сельское поселение |
| 31 | Тимофеевка          | посёлок      | ↘260      | Раздольненское сельское поселение |
| 32 | Тихое               | посёлок      | ↘376      | Раздольненское сельское поселение |
| 33 | Тоннель             | посёлок      | ↗32       | Надеждинское сельское поселение   |
| 34 | Шмидтовка           | посёлок      | ↗112      | Надеждинское сельское поселение   |

## Символика
Решением муниципального комитета Надеждинского района № 65 от 21 августа 2002 года были приняты герб и флаг района.
Положение о гербе:

п.1.2 Геральдическое описание герба муниципального образования Надеждинский район гласит: «В дважды рассеченном зелёном, лазоревом и червленом поле золотой крадущийся барс с черными пятнами. В левой вольной части — герб Приморского края».
п.1.3 Герб может существовать в двух равноправных версиях:
— полной — с вольной частью;
— упрощенной — без вольной части.

Положение о флаге:

п.1.2 Флаг муниципального образования Надеждинский район представляет собой полотнище с соотношением сторон 2:3, разделенное по вертикали на три равных полосы — темно-зелёную, темно-голубую и красную, с изображением жёлтого с черными пятнами, крадущегося леопарда (геральдического барса) поверх полос.

## Экономика
В 2017 году валовой выпуск продукции в муниципальном образовании составил 10,74 млрд руб. Экономика района представлена следующими видами деятельности:
- Добыча полезных ископаемых (песок, песчано-гравийная смесь, гравий, щебень)
- Обрабатывающие производства (производство пищевых продуктов, строительных материалов, орудий лова, обуви, пластмассовых изделий)
- Рыболовство
- Сельское хозяйство
- Строительство
- Розничная торговля
- Общественное питание
- Платные услуги

Наибольшую долю в экономике имеют торговля, оказание услуг и агропромышленный комплекс. Большинство организаций относятся к малым предприятиям; три предприятия — филиал «Примавтодор», приморский завод «Европласт» и «Морское снабжение» — относятся к средним и крупным предприятиям.

### Промышленность
В муниципальном районе развито производство пищевых продуктов: хлеб и хлебобулочные изделия, разлив минеральной питьевой воды, производство мясопродуктов, пива. Основные организации: «Надеждинская птица», «Серебряный лотос Раздольное», «Пивоварня».
Основные организации в отрасли производства строительных материалов — «Тереховский ЗБИ», «Сил Бет», «Приморский кирпич», «Экопан ВСК», «Алмаз», — выпускают следующие виды продукции: плиты ГСБ, силикатный и красный кирпич, стеновые блоки, брусчатку, холодную асфальтовую смесь, полимерную продукцию, сэндвич-панели для малоэтажного строительства.
C 2018 года работает домостроительный комбинат «Приморье» — завод по производству железобетонных изделий для строительства жилой и коммерческой недвижимости. Это — единственный завод на Дальнем Востоке, который работает по индустриальной системе домостроения.
Быстрыми темпами развивается производство пластмассовых изделий. В 2015 году был открыт завод «Европласт», выпускающий ПЭТ преформы и ПЭТ-гек. Завод «Примполимер» выпускает полимерные трубы.
Текстильное производство представлено крупным заводом «Морское снабжение», производящим орудия лова.

### Агропромышленный комплекс и рыболовство
Объём валовой продукции сельского хозяйства в районе за 2017 год составил 1,95 млрд руб. (1,2 млрд пришлось на животноводство, 0,75 млрд — на растениеводство).
В районе выращивают картофель (46,9 % общей площади посевов), кормовые культуры (37,6 %), овощи (12,2 %), а также сою, зерновые и зернобобовые.
Рыболовством на территории района занята одна организация — «Рыболовецкий колхоз „Дальневосточник“». В 2017 году организацией было выловлено 11 тонн рыбной продукции.

### Третичный сектор
Третичный сектор экономики района составляют розничная торговля, общественное питание, сектор платных услуг и услуги транспорта.
- Розничная торговля

Оборот розничной торговли за 2017 год составил 4,41 млрд руб., в том числе: на крупные и средние организации пришлось 3,1 млрд руб., на малые предприятия — 422 млн, на индивидуальные — 828 млн, на рынки — 60 млн.
На конец 2017 год торговая сеть муниципального района насчитывала 275 магазинов, с общей торговой площадью — 25421,4 м². Из них: 2 супермаркета, 8 торговых центров, 77 продовольственных магазинов, 100 непродовольственных магазинов, 76 магазинов товаров повседневного спроса, 41 павильон и 37 киосков, 14 автозаправочных станций, 6 аптек и 7 аптечных киосков.
- Общественное питание

Оборот общественного питания за 2017 год составил 170,8 млн руб. 99,9 % оборота обеспечили субъекты малого предпринимательства. Сеть общественного питания насчитывала 63 объекта: 1 ресторан, 10 кафе, 8 закусочных, 1 столовую, 24 предприятия быстрого обслуживания, 1 магазин кулинарии, 13 столовых в школах и 3 в здравоохранении.
- Сектор платных услуг

За 2017 год платных услуг гражданам было оказано на 1,305 млрд руб., из них: крупными и средними организациями на 912 млн, малыми — на 245 млн, физическими лицами — на 148 млн.
В сфере бытового обслуживания функционировало 80 предприятий, из которых 42,5 % приходились на парикмахерские, 21,3 % — на предприятия по техническому обслуживанию и ремонту автотранспорта, 5,0 % — на ремонт и пошив швейных изделий, 6,3 % — на ритуальные услуги, 3,8 % — на ремонт обуви.
Объём услуг транспорта за 2017 год составил 564,3 млн руб.

## Транспорт
Через район проходит федеральная магистраль М60 «Уссури» Владивосток — Хабаровск, от которой ответвляется трасса А189 Раздольное — Хасан. Через район также проходит транссибирская магистраль и отходящая от неё на станции Барановский ветка на Хасан. Основные станции: Надеждинская, Кипарисово, Барановский. Имеются также подъездные пути к посёлкам Тавричанка и Давыдовка.